# Městská autobusová doprava v Břeclavi
Městská hromadná doprava v Břeclavi je tvořena 9 autobusovými linkami začleněnými do Integrovaného dopravního systému Jihomoravského kraje pod čísly 561 až 569. Jejím provozovatelem je společnost BORS Břeclav.
Uzlem břeclavské MHD je nové autobusové nádraží v bezprostřední blízkosti nádraží vlakového. Odbavení probíhá jako v meziměstské dopravě; cestující nastupují pouze předními dveřmi a jízdní doklady vydává nebo kontroluje řidič.

## Historie

### 20. století
Základem MHD v Břeclavi bylo pět autobusových linek směřujících radiálně od železniční stanice Břeclav do vzdálenějších částí: Linky 1 a 2 přes Poštornou do Charvátské Nové Vsi (tj. západní a severozápadní okraj města), linka 3 na jih Poštorné k chemickému závodu Fosfa (jihozápad), linka 4 přes polikliniku a cukrovar do Staré Břeclavi a linka 5 přes Starou Břeclav na odbočku do Ladné, vybrané spoje až do samotné Ladné. Všechny tyto linky měly druhé rameno vedoucí kolem průmyslových závodů (Gumotex, pila) na městský hřbitov, obsluhované částí spojů (především v době ranní, odpolední a večerní výměny směn; linka 5 celodenně).

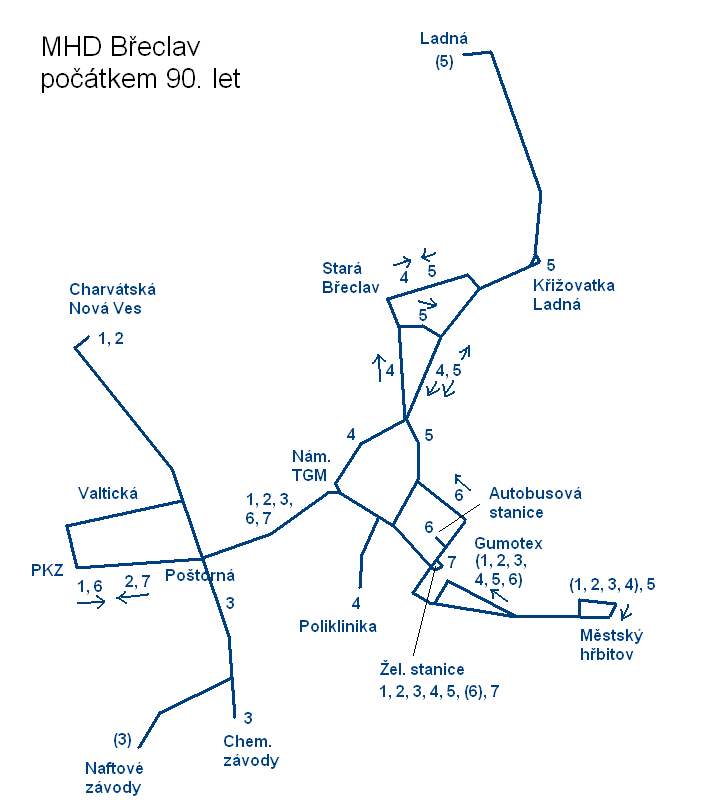
Schéma linek břeclavské MHD roku 1991

V souvislosti s výstavbou velkého sídliště Na Valtické na západním okraji města v 80. letech sem byla na posílení linek 1 a 2 zavedena nová linka 6, která startovala z autobusového nádraží (jinak využívaného pouze meziměstskými linkami), a posléze ještě obráceně vedená linka 7 (opět od železniční stanice). Linky 6 a 7 byly v provozu jen v ranní a odpolední špičce pracovních dní.
Doprava byla v této době zajišťována zpravidla vozidly Ikarus 280.08 (linky 1 a 2), Karosa B 731 (3 až 6) a Karosa C 744 (linka 7, meziměstské provedení včetně modrobílého nátěru). Později byla linka 1 vožena též Karosou B 731 a linka 2 Ikarusem 280.10 (meziměstským), než byl vozový park doplněn novějšími Karosami řady 900. Provozovatelem byl národní podnik ČSAD KNV Brno, dopravní závod 604 Břeclav, roku 1994 privatizovaný na akciovou společnost ČSAD Břeclav.
Počátkem 90. let došlo k přehodnocení koncepce jízdních řádů od dosavadní rovnoměrnosti (většinou jednotný celodenní interval 40 minut) směrem k větší efektivitě. Výsledkem bylo zejména výrazné snížení frekvence spojení na méně vytížených linkách 3, 4, 5 a obecně v dopoledním sedle. Na druhé straně bylo na několik let zavedeno spojení linkou 3 k celnici na nově otevřeném hraničním přechodě Poštorná/Reintal (dva spoje denně pro návoz a odvoz obsluhy). Linka 4 byla po krátkou dobu vedena kolem nové nemocnice (tedy nejela po ul. 17. listopadu), pak byl vrácen původní obousměrný závlek po Komenského nábřeží. Roku 1995 vznikly nové linky: 8 (krátká dopolední linka z autobusového nádraží k poliklinice a nemocnici) a 9 (kombinující trasu linek 3 a 1, provoz jen o víkendu). Současně byly zavedeny kombinované spoje 3/6 (ráno) a 6/3 (odpoledne), úsporně spojující trasy těchto dvou linek. Linka 6 v té době již také téměř výhradně vyjížděla z konečné u železniční stanice.
Pro zlepšení nedostatečného pokrytí sídliště Na Valtické byla roku 1998 založena na jeho západním okraji nová točna, kam zajížděly nejen linky 1, 2 a částečně 6, 7, ale také nová linka 10, trasovaná jako nejkratší spojení této točny a železniční stanice a provozovaná tak jako 6 a 7 jen ve špičkách pracovních dní.
Roku 1999 byly trasy linek 1 a 2, resp. 6 a 7 změněny ze vzájemně inverzních na různě vedené, tak aby trasa každé linky byla stejná ve směru tam i zpět – linka 7 tím získala v podstatě stejnou trasu jako linka 10. Reálné objezdy vozidel však zůstaly stejné jako předtím, takže spoje linky 1 a 6 na točně vesměs měnily číslo a vracely se jako linka 2 a 7 (a obráceně). Formálně se tedy trasy linek zpřehlednily, ale v praxi tomu bylo spíše naopak.
V této době začal provozovatel uplatňovat nové barevné schéma (žlutooranžová a tmavě modrá), které především na nově pořizovaných vozidlech nahradilo klasickou červenou a bílou.

### 21. století

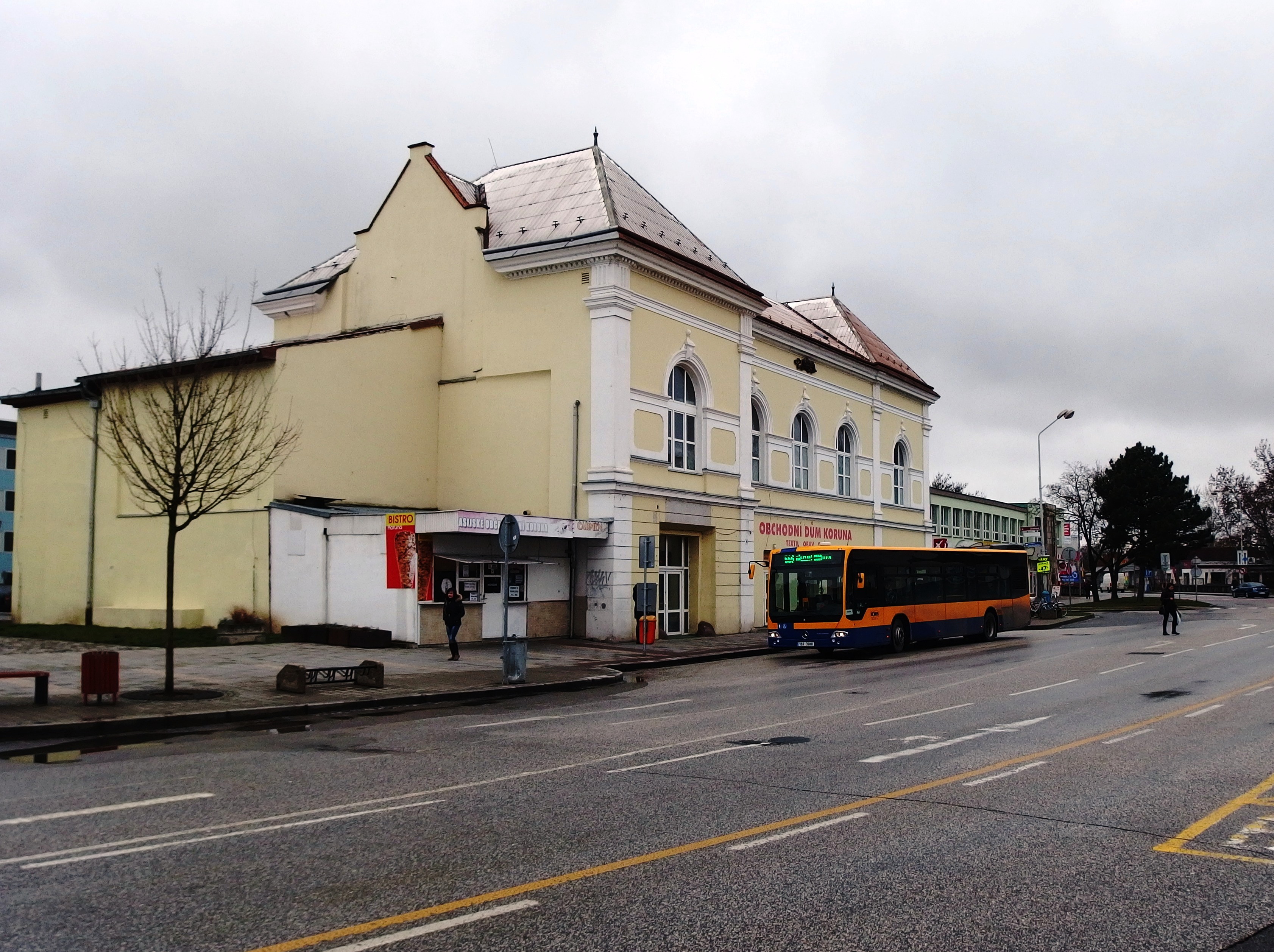
Autobus Mercedes-Benz Conecto na lince MHD na zastávce Náměstí TGM, kostel

K 1. 1. 2001 byla ČSAD Břeclav přejmenována na BORS Břeclav, a.s. (Bors podle jednoho z rytířů kulatého stolu). Vozový park byl a je obměňován různými modely různých výrobců (Karosa, resp. Irisbus; Mercedes-Benz). Městské i meziměstské autobusy mají jednotné žluto-modré barevné provedení. 
V této době se proměnil i systém odbavení - namísto původního městského standardu (nástup a výstup všemi dveřmi, kontrola jízdních dokladů prostřednictvím revizorů) byl zaveden meziměstský způsob, kdy lze nastupovat jen předními dveřmi a jízdenky kontroluje řidič. Tato změna eliminovala jízdu bez dokladu a ušetřila náklady na přepravní kontrolu, ale přinesla značné prodloužení jízdních dob.
Došlo také k dalším změnám na linkách a jejich trasování. Počet byl opět redukován na 7; spoje linky 9 byly převedeny pod linku 3, linka 10 byla nahrazena vyšší frekvencí linek 6 a 7, které byly opět de facto přetrasovány na inverzní, ale opačně než předtím, zatímco linky 1 a 2 se vrátily k původním trasám.
K další podstatné změně dochází roku 2005, kdy je obnovena linka 8, avšak v trase podobné dřívější lince 9 (nyní kombinace linek 6-3-7), a linky 6 a 7 začínají nově jezdit v řidším intervalu také dopoledne a večer. Linky 1 a 2 jsou opět převedeny na vzájemně různé trasy, tentokrát ale už i prakticky (nedochází ke změně čísla linky na točně). Linka 3 je omezena na špičkový provoz a je zrušeno málo využívané zajíždění k hraničnímu přechodu. Linky 2 a 8 v pracovních dnech nově jedou v obou směrech závlekem přes polikliniku (jako dosud pouze linka 4).

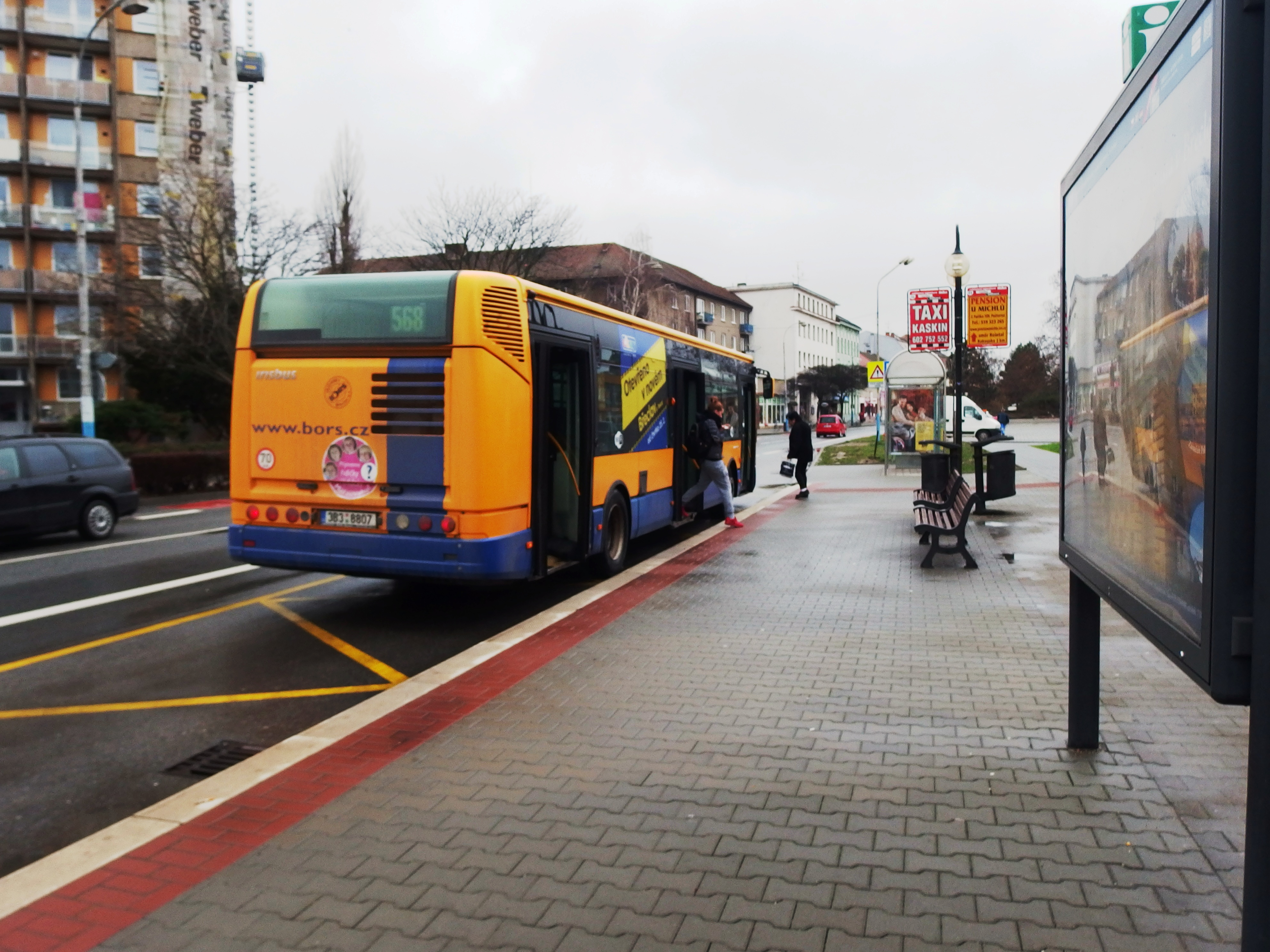
Autobus Irisbus Citelis 12M na lince MHD

Roku 2006, v reakci na osamostatnění místní části Ladná od Břeclavi, jsou zrušeny závleky linky 5 do Ladné (nahrazeno novou meziměstskou linkou). Roku 2008 byla zavedena nová linka 9, tentokrát spojující západní místní části (Poštorná, Charv. N. Ves) s novým obchodním areálem na severovýchodním okraji města (při odbočce na Ladnou, zastávka Křižovatka Ladná). Stala se tak první břeclavskou linkou MHD, která nevede přes železniční ani autobusové nádraží.
Opticky výraznou změnu přineslo v prosinci 2008 zaintegrování břeclavské MHD do Integrovaného dopravního systému Jihomoravského kraje (tarifní zóna 575). Jelikož linková čísla 1–9 byla již v tomto systému obsazena tramvajovými linkami v Brně, musely být břeclavské linky přečíslovány a bylo jim přiděleno předčíslí 56- (licenční čísla jsou v rozmezí 745561–745569). V jízdním řádě však k žádným podstatným změnám nedošlo.
Díky zaintegrování je od této doby možné používat pro cestování MHD Břeclav přestupní jízdenky IDS JMK. Zóna 575 má nicméně zvláštní režim, kdy nelze používat nejlevnější úsekové jízdenky. Touto výjimkou byla zajištěna nejlevnější přeprava držitelům čipových karet společnosti BORS.
K další významnější změně došlo až na konci září 2014, kdy byl při příležitosti Národního dne železnice otevřen v Břeclavi nový přestupní terminál IDS JMK. Ten nahradil staré autobusové nádraží (obsluhované vesměs meziměstskými linkami) i uzlovou stanici MHD před budovou železniční stanice, a nové autobusové nádraží je tak od té doby společným terminálem pro městskou i meziměstskou autobusovou dopravu v Břeclavi. V jízdních řádech je tato stanice pojmenována Břeclav, autobusové nádraží. Původní zastávka MHD Břeclav, železniční stanice zanikla, nicméně nová autobusová stanice leží bezprostředně u prvního nástupiště vlakové stanice (mezi nástupišti I. a I.B).
Trasa linky 569, která byla původně vedena převážně přes nám. TGM, byla později převedena téměř výhradně přes nemocnici a polikliniku, zajišťuje tak přímé spojení západní i severní části města s nemocnicí Břeclav.

## Současnost
Počátkem roku 2021 jezdí autobusové linky břeclavské MHD po těchto trasách:
- 561 Gumotex - Autobusové nádraží (dále AN) – Nám. T. G. Masaryka (dále TGM) – Poštorná, kostel – Poštorná, Hlavní – Charvátská Nová Ves 
  - provoz pouze v pracovních dnech
- 562 Městský hřbitov – Gumotex (jen směrem tam) – AN – (Poliklinika) – Nám. TGM – Poštorná, kostel – Poštorná, Nádražní – Valtická, točna – Charvátská Nová Ves
  - provoz po celý týden
  - v denní pracovní době jede závlekem přes zastávky Dům kultury a Poliklinika
- 563 AN – Nám. TGM – Poštorná, kostel – Poštorná, chemické závody
  - provoz pouze ve špičce pracovních dní
- 564 Městský hřbitov – Gumotex (většina spojů jen směrem tam) – AN – Poliklinika – Nám. TGM – Domov seniorů (tam) – Stará Břeclav, kulturní dům (tam) / Lidická (zpět) – Křižovatka Ladná
  - provoz po celý týden
- 565 Městský hřbitov – Gumotex (tam) – AN – Sovadinova – Lidická – Mánesova (zpět) – Stará Břeclav, kulturní dům (zpět) – Křižovatka Ladná
  - provoz pouze v pracovních dnech
- 566 Gumotex – AN – Nám. TGM – Poštorná, kostel – Poštorná, Nádražní (tam) / Poštorná, Hlavní (zpět) – Valtická, točna
  - provoz pouze v pracovních dnech
- 567 AN – Nám. TGM – Poštorná, kostel – Poštorná, Hlavní (tam) / Poštorná, Nádražní (zpět) – Valtická, točna
  - provoz pouze v pracovních dnech
- 568 AN – (Poliklinika) – Nám. TGM – Poštorná, kostel – Poštorná, Nádražní – Valtická, točna – Poštorná, Hlavní – Poštorná, chemické závody
  - provoz po celý týden, o víkendu jen tři páry spojů denně
- 569 Charvátská Nová Ves – Poštorná, Hlavní – Poštorná, kostel – Nemocnice – Poliklinika (zpět) – Sovadinova – Lidická – Křižovatka Ladná
  - ve všední den jede po jednom spoji závlekem přes Valtickou a Nádražní (mimo Hlavní)
  - o víkendu jede jen po dvou spojích dopoledne a večer jeden zpáteční

Pro účely MHD lze v Břeclavi ještě využívat břeclavských úseků meziměstských linek 542 a 570–574:
- 542, 573, 574 AN – Nám. TGM – Stará Břeclav – Křižovatka Ladná
- 570 AN – Nám. TGM – Poštorná, Hlavní – Charv. N. Ves
- 571 AN – Nám. TGM – Poštorná, Hlavní – Poštorná, Valtická
- 572 AN – Pohansko, rozcestí (poblíž Gumotex, Měst. hřbitov)

## Vozový park
Na městské linky jsou nasazovány tyto typy autobusů:
- Mercedes-Benz Citaro
- Mercedes-Benz Conecto
- Iveco Citelis 12M
- Iveco Crossway LE City
- Karosa B 952
- Karosa B 932

V dopoledních hodinách jsou nasazovány na městské linky i tyto typy autobusů:
- Iveco Crossway
- Iveco Crossway LE